# Closterus grandidieri
Closterus grandidieri là một loài bọ cánh cứng trong họ Cerambycidae.